# Hikaru Nakamura
Hikaru Nakamura (Japans: 中村光) (Hirakata, 9 december 1987) is een Amerikaans schaker. Hij is sinds zijn vijftiende jaar grootmeester. Toen hij dertien jaar oud was werd hij internationaal meester, wat hem de reputatie gaf een wonderkind te zijn. Hij staat ook gekend om zijn livestreams op Twitch, en heeft daarmee bijgedragen aan het populariseren van online schaken.

## Biografie

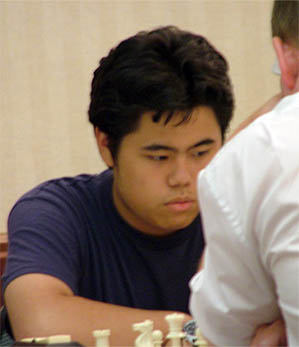
Hikaru Nakamura tijdens de US Open in 2004 (Ft. Lauderdale, Florida, VS).
(foto: chessgames.com)

Hikaru Nakamura is de zoon van een Japanse vader en een Amerikaanse moeder. Geboren in Hirakata, Japan, verhuisde zijn gezin naar de Verenigde Staten toen hij twee jaar oud was. Een jaar later scheidden zijn ouders. Zijn moeder hertrouwde met de Sri Lankaanse schaaktrainer Sunil Weeramantry, een schaakmeester die vaak toernooien bezocht; hierdoor raakte Nakamura geïnteresseerd in het schaakspel. Rond zijn achtste had hij een Elo-rating van 2000 en was hij nog steeds groeiende, waarop zijn ouders besloten hem van school te halen om hem thuisonderwijs te geven, zodat hij aan zijn schaakontwikkeling kon werken. Hij werd internationaal meester (IM) op zijn 13e, en enige tijd later grootmeester (GM).

In een interview zei Boris Gelfand over Nakamura: 
"Nakamura is een speler van een nieuwe generatie. Hij maakt er geen geheim van, hij schept er zelfs over op dat hij geen enkel schaakboek heeft gelezen en de theorie van het eindspel niet kent. In plaats van de werken van Tarrasch te bestuderen speelt hij liever vierentwintig uur per dag op The Internet Chessclub. Maar zijn resultaten zijn overtuigend. Dit is een zeer interessant fenomeen."

## Internet Chess Club
De Internet Chess Club (ICC) is een commerciële Amerikaanse schaakserver voor online schaken. Deze server heeft momenteel meer dan 30.000 betalende leden. Hikaru, daar bekend met onder andere de naam 'Smallville', en zijn huidige actieve account 'CapilanoBridge' heeft nagenoeg alle records in de verschillende (online) schaakcategorieën in handen.
Online records van Hikaru Nakamura op ICC (getoonde ratings houden geen verband met FIDE-ratings):
- 1 minuut: 3087, op 31 juli 2008
- 3 minuten: 2810, op 27 februari 2012
- 5 minuten: 2955, op 11 april 2011
- 15 minuten: 2492, op 27 oktober 2009
- Bullet: 3168, op 18 februari 2009
- Blitz: 3750, op 14 oktober 2009
- Standard: 2855, op 15 juli 2004
- Chess960: 2480, op 7 juli 2010

## Livestreamen
Nakamura wordt gesponsord door Chess.com, een Amerikaanse schaakwebsite. In 2018 begon hij live-uitzendingen te doen op Twitch onder de naam "GMHikaru". Hij speelt voornamelijk snelschaken, tegen andere grootmeesters, streamers of betalende kijkers van zijn kanaal.
Tijdens de coronapandemie in 2020 nam de populariteit van schaken op Twitch sterk toe, en Nakamura wordt vaak gezien als een belangrijke reden hiervoor. Ondertussen is hij de populairste schaakstreamer op dit online platform.

## Snelschaken
Nakamura staat bekend om zijn tactische inzicht in zeer korte denktijd: hij is een goed snelschaker. Opvallend is zijn manier van spelen in bullet-schaak, partijen van 1 minuut. Hierin opent hij vaak met typische snelschaakopeningen die weinig van doen hebben met de bekende openingstheorieën (zie diagram). Toch vormt dit geen belemmering om tot goede resultaten te komen en online te winnen van andere grootmeesters; naar eigen zeggen heeft hij een lichte plusscore tegen Gary Kasparov. Snelschaken verschilt in zoverre van partijen met een lange bedenktijd dat tactiek er veel belangrijker is dan strategie.

## Resultaten
- Op de 32e World Open dat van 30 juni t/m 4 juli 2004 in het Adams Mark Hotel in Philadelphia gespeeld werd, werd Nakamura na de tie-break tweede.
- In september 2004 speelde Nakamura mee in de Schaakolympiade te Calvia.
- Van 23 november t/m 5 december 2004 werd in San Diego, VS het kampioenschap van de VS gespeeld. Nakamura eindigde met 7 uit 9 op een gedeelde eerste plaats. Door het winnen van de playoffs op 6 december werd hij kampioen.
- Van 9 t/m 14 december 2004 speelde Nakamura in Mexico een match van zes partijen tegen Sergej Karjakin die hij met 4½ tegen 1½ won.
- Op het 33e Wereld Open 2005, dat van 30 juni t/m 4 juli 2005 in Philadelphia gespeeld werd, werd Nakamura met zeven punten derde.
- Van 17 t/m 29 juli 2005 speelde Hikaru Nakamura mee in het Biel-grootmeestertoernooi en eindigde daar op de vierde plaats met 4½ uit 10. Het toernooi werd met 6 punten gewonnen door Andrej Volokitin.
- Van 14 t/m 19 september 2005 speelde hij mee in het 6e knock-outtoernooi Young Masters dat in Lausanne gespeeld werd. Hij eindigde op de tweede plaats. Andrej Volokitin won het toernooi.
- Van 1 t/m 11 oktober 2005 speelde hij mee in het Karabachtoernooi en eindigde daar met 5½ uit 9 op een gedeelde tweede plaats.
- Van 15 t/m 30 januari 2011 speelde hij mee in het Tata Steel-toernooi en hij won het toernooi met 9 op 13, vóór regerend wereldkampioen Viswanathan Anand en andere toppers.
- In 2015 won hij het Tradewise Gibraltar Chess Festival, een open toernooi.
- In 2016 wist hij deze titel te prolongeren.
- In 2015 & 2016 bereikte hij de 2e plaats tijdens de Speed Chess Championship, een online toernooi. Hij verloor beide keren tegen Magnus Carlsen
- In 2020 won hij de Speed Chess Championship echter voor de derde keer op rij.

## Schaakpartij
In 1999, toen Nakamura elf jaar oud was, speelde hij mee in het open kampioenschap van de VS. Hier volgt zijn partij tegen de Argentijn Alejandro Hoffman, grootmeester, in de schaakopening Koningsindisch waarbij Nakamura beide paarden offert:
wit: Hoffman - zwart: Nakamura

1.d4 Pf6 2.c4 g6 3.Pc3 Lg7 4.Pf3 0-0 5.Lf4 d6 6.h3 c5 7.d5 a6 8.a4 Ph5 9.Ld2 f5 10.e3 e5 11.de Le6 12.Le2 Pc6 13.0-0 f4 14.Pd5 Lh6 15.Ta3 Ld5 16.cd Pe7 17.e4 Pf6 18.Db1 g5 19.a5 Pg6 20.b4 cb 21.Lb4 De7 22.Ld3 g4 23.Pd4 Ph4 24.hg Pg4 25.Pe6 Pf3+ 26.gf Dh4 27.fg Dg4+ 28.Kh2 Dh4+ 29.Kg1 Dg4+ 30.Kh2 Dh4 31.Kg1 Kf7 32.Lc3 b5 33.Lg7 Dg4+ 34.Kh2 f3 35.Tg1 Dh4++
(0-1} diagram

## E-sport
In augustus 2020 werd Nakamura lid van Team SoloMid. Hij is daarmee de eerste professionele schaker werkzaam bij een e-sportorganisatie.